# Min brors flickvän
Min brors flickvän (engelska: Dan in Real Life) är en amerikansk långfilm från 2007 i regi av Peter Hedges, med Steve Carell, Juliette Binoche, Dane Cook och Alison Pill i rollerna.

## Rollista
| Steve Carell     | – Dan    |
| Juliette Binoche | – Marie  |
| Dane Cook        | – Mitch  |
| Alison Pill      | – Jane   |
| Britt Robertson  | – Cara   |
| Marlene Lawston  | – Lilly  |
| Dianne Wiest     | – Nana   |
| John Mahoney     | – Poppy  |
| Norbert Leo Butz | – Clay   |
| Amy Ryan         | – Eileen |
| Jessica Hecht    | – Amy    |
| Frank Wood       | – Howard |
| Henry Miller     | – Will   |
| Ella Miller      | – Rachel |
| CJ Adams         | – Elliot |